# 武内大
武内 大（たけうち だい、1992年5月31日 - ）は、大分県出身の元サッカー選手、ポジションは、ディフェンダー。

## 略歴
大分県日田市出身　中学校3年時、U-15日本代表に選出されAFC U-16選手権2008 (予選)に出場。国見高校では、3年時に主将として全国高校サッカー選手権に出場したが、チームは初戦で敗退した。
高校卒業後は福岡大学へ進学し、在学中の2014年4月より、V・ファーレン長崎に特別指定選手として選手登録。同年7月30日の第24節水戸ホーリーホック戦でJリーグ初出場した。同年10月、2015年シーズンからの長崎へ加入内定が発表された。2016年5月、本人とクラブ双方合意の下契約解除し、長崎を退団した。

## 所属クラブ
- 光岡光剣会
- 光岡少年サッカークラブ
- 雲仙市立国見中学校
- 長崎県立国見高等学校
- 福岡大学
  - 2014年4月 - 同年12月 V・ファーレン長崎（特別指定選手）
- 2015年 - 2016年5月 V・ファーレン長崎

## 個人成績
| 国内大会個人成績 | 国内大会個人成績 | 国内大会個人成績 | 国内大会個人成績 | 国内大会個人成績 | 国内大会個人成績 | 国内大会個人成績 | 国内大会個人成績 | 国内大会個人成績 | 国内大会個人成績 | 国内大会個人成績 | 国内大会個人成績 |
| 年度             | クラブ           | 背番号           | リーグ           | リーグ戦         | リーグ戦         | リーグ杯         | リーグ杯         | オープン杯       | オープン杯       | 期間通算         | 期間通算         |
| 年度             | クラブ           | 背番号           | リーグ           | 出場             | 得点             | 出場             | 得点             | 出場             | 得点             | 出場             | 得点             |
| 日本             | 日本             | 日本             | 日本             | リーグ戦         | リーグ戦         | リーグ杯         | リーグ杯         | 天皇杯           | 天皇杯           | 期間通算         | 期間通算         |
| ---------------- | ---------------- | ---------------- | ---------------- | ---------------- | ---------------- | ---------------- | ---------------- | ---------------- | ---------------- | ---------------- | ---------------- |
| 2011             | 福岡大           |                  | -                | -                | -                | -                | -                | 0                | 0                | 0                | 0                |
| 2012             | 福岡大           | 17               | -                | -                | -                | -                | -                | 0                | 0                | 0                | 0                |
| 2013             | 福岡大           | 19               | -                | -                | -                | -                | -                | 2                | 0                | 2                | 0                |
| 2014             | 福岡大           | 19               | -                | -                | -                | -                | -                | 2                | 0                | 2                | 0                |
| 2014             | 長崎             | 37               | J2               | 3                | 0                | -                | -                | -                | -                | 3                | 0                |
| 2015             | 長崎             | 19               | J2               | 8                | 0                | -                | -                | 0                | 0                | 8                | 0                |
| 2016             | 長崎             | 19               | J2               | 0                | 0                | -                | -                | -                | -                | 0                | 0                |
| 通算             | 日本             | 日本             | J2               | 11               | 0                | -                | -                | 0                | 0                | 11               | 0                |
| 通算             | 日本             | 日本             | 他               | -                | -                | -                | -                | 4                | 0                | 4                | 0                |
| 総通算           | 総通算           | 総通算           | 総通算           | 11               | 0                | -                | -                | 4                | 0                | 15               | 0                |

- 2014年は特別指定選手

- Jリーグ初出場 - 2014年7月30日 J2第24節 対水戸ホーリーホック（ケーズデンキスタジアム水戸）

## タイトル

### クラブ
福岡大学
- 九州大学サッカートーナメント大会 (2011年、2012年)
- 九州大学サッカーリーグ1部 (2012年)

## 代表歴
- U-15日本代表
  - AFC U-16選手権2008 (予選)